# 18-та повітряна армія (СРСР)
Вісімна́дцята пові́тряна а́рмія (18 ПА) — авіаційне об'єднання, повітряна армія військово-повітряних сил СРСР під час німецько-радянської війни.
Сформована 6 грудня 1944 року на базу управління сил авіації далекої дії. Основне завдання армії полягало у здійсненні бомбових ударів по найважливіших, добре укріплених та віддалених об'єктах ворога.

## Склад
- 1-й гвардійський бомбардувальний авіаційний корпус далекої дії
- 2-й гвардійський бомбардувальний авіаційний корпус далекої дії
- 3-й гвардійський бомбардувальний авіаційний корпус далекої дії
- 4-й гвардійський бомбардувальний авіаційний корпус далекої дії
- 19-й бомбардувальний авіаційний корпус далекої дії

Основу армії становили радянські літаки Іл-4 та американські B-25.

## Командування
Командувач — головний маршал авіації О. Є. Голованов.
Начальник штабу — генерал-лейтенант авіації М. В. Пермінов.
Головний штурман — генерал-майор авіації І. І. Пєтухов.
Управління армії розміщувалось у Москві, командний пункт — у Бресті.

## Участь у бойових діях
На завершуючому етапі німецько-радянської війни, 18-та повітряна армія підтримувала наступальні дії радянських військ у 1945 році. Під час масових наступів, корпуси повітряної армії завдавали ударів по залізничним станціям, аеродромах, портах та промислових центрах Німеччини.
7 квітня 1945 року, під час штурму Кеніґсберґу, 516 бомбардувальників армії підтримували наступ наземних військ. У травні частини 18-ї повітряної армії бомбардували оточені частини Вермахту.
3 квітня 1946 року, указом Ради Міністрів СРСР 18-ту повітряну армію було розформовано, а на її базі створено Далеку авіацію Збройних Сил СРСР.